# 费利克斯·温贝格尔
费利克斯·温贝格尔（德語：Felix Wimberger，1990年2月28日—），德国男子赛艇运动员。他曾代表德国参加世界赛艇锦标赛，获得二枚金牌和一枚银牌。他也参加了2016年夏季奥运会。